# Rhaphidostichum pullei
Rhaphidostichum pullei är en bladmossart som beskrevs av Hugh Neville Dixon 1943. Rhaphidostichum pullei ingår i släktet Rhaphidostichum och familjen Sematophyllaceae. Inga underarter finns listade i Catalogue of Life.